# Naylor (Misuri)
Naylor es una ciudad ubicada en el condado de Ripley, Misuri, Estados Unidos. Según el censo de 2020, tiene una población de 440 habitantes.

## Geografía
La localidad está ubicada en las coordenadas 36°34′28″N 90°36′20″O / 36.57444, -90.60556. Según la Oficina del Censo de los Estados Unidos, Naylor tiene una superficie total de 1.43 km², correspondientes en su totalidad a tierra firme.

## Demografía
Según el censo de 2020, hay 440 personas residiendo en Naylor. La densidad de población es de 307.69 hab./km². El 90.68% de los habitantes son blancos, el 0.68% son afroamericanos, el 0.45% son amerindios, el 0.23% es asiático, el 0.23% es isleño del Pacífico y el 7.73% son de una mezcla de razas. Del total de la población, el 0.45% son hispanos o latinos de cualquier raza.